# Один з трьох сотень
«Один з трьох сотень» (англ. One in Three Hundred) — науково-фантастичний роман шотландського письменника-фантаста Джеймса Т. Макінтоша. У 1953—1954 роках спочатку вийшов на сторінках журналу «Фентезі & Сайнс фікшн», а після цього у видавництві Doubleday. 1956 року видавництво Ace Double D-113 його перевидало, разом з романом Двайта Свейна «Перенесений чоловік».
Спочатку видавався під різними назвами: «Один з 300» (лютий 1953), «Один з тисячі» (січень 1954) та «Один з багатьох» (вересень 1954). Спочатку роман був включений до антології «Найкраща наукова фантастика 1954».

## Сюжет
Відсилає нас до найближчого майбутнього, коли був відкритий науковий принцип, який дозволив би надавати виключно точні прогнози про спалахи з сонячних променів та зростання Сонця шляхом збільшення виходу його сонячної енергії. Застосовуючи цей принцип, в усьому світі консенсус визначив, в який день, годину і хвилину Сонце буде настільки яскраве, як висушити морські води. Розуміючи, що підвищена інсоляція знищить життя, яке ми знаємо, світові нації дискутують, що робити, коли Сонце «потухне». Оскільки обертання Земля обертається на 360 градусів за 24 години, це займе всього один день, щоб призвести до випаровування всіх океанів Землі. Також відбудуться жахливі урагани та припливні хвилі, що призведе до знищення усіх будівель. Якщо хтось й залишиться в живих, то це будуть люди в міцних бункерах глибоко під землею, і вони зможуть продовжувати жити до тих пір, допоки в них залишатиметься їжа.
Неминуча майбутня загибель змусила деякі технологічно розвинені країни шукати схованку на іншій планеті, такій як Марс.
Очікується, що все це станеться вже за декілька років, а точна хвилина і час збільшення яскравості Сонця не дадуть людській расі багато часу, щоб розробити потрібний спосіб навігації по космосу на далеку орбіту, таку як Марс.
Однак, ініціюються масові програми будівництва, а також сотні космічних кораблів, багато з яких не підходять для польотів.
Створено серію національних лотерей, головним призом якого є квиток на політ космічного корабля з Землі і, можливо, до Марса. Багато космічних кораблів, однак, були збудовані без шасі. Попри те, що багато кораблів повинні були мати короткохвильові радіостанції, щоб спілкуватися один з одним, багато короткохвильових радіоприймачів були просто порожніми всередині, оскільки трубки та дроти були залишені не під'єднаними.
Головний герой роману був обраний на відповідальну посаду, він повинен вибрати, яких людей брати з собою на Марс. Він має лише обмежену кількість квитків і знає, що прийде час, коли люди зі зброєю будуть штурмувати свій шлях на борт, а не стояти в черзі, допоки квитки не закінчаться. Книга має назву «Один з трьох сотень», оскільки лише один з трьохсот осіб у Сполучених Штатах отримає квиток на відліт з Землі, але залишаються питання про те, чи буде у космічних кораблях достатньо повітря, або навіть чи в змозі вони долетіти до Марса вчасно, і ніхто не впевнений, чи є атмосфера Марса придатною для дихання, або чи буде придатним Марс навіть для життя, коли вони потраплять туди.

## Відгуки критиків
Деймон Найт написав крихітну рецензію роману, критикуючи його тони й правдоподібність. Рецензент Гелексі Грофф Конклін більш люб'язно описав роман як «захопливу й трагічну історію». Ентоні Бучер, публікував оригінальні оповідання на сторінках журналу «Фентезі & Сайнс фікшн», розглянув роман як «найкращу роботу Макінтоша та один з найуспішніших романів у науковій фантастиці». П. Шуйлер Міллер відзначив популярність оригінальних сюжетів і назвав «Макінтоша письменником, який спостерігає».